# Локомотиви БДЖ серия 03.00
Тази локомотивна серия е развитие на серия 01.00 и серия 02.00 с цел избягване на появилите се дефекти при тяхната експлоатация. Предназначени са за возене на изключително тежки пътнически и бързи влакове със скорост до 100 км/ч. Локомотивите от тази серия са с еднакъв котел със серия 11.00, която е доставена по същото време. Парната машина е трицилиндрова, системе „Drilling“. Локомотивите и тендерите са обзаведени с автоматична и допълнителна въздушна спирачка. Ръчната спирачка действа само на тендера. Спирателни са всички сцепни и тендерни колооси без задната свободна колоос. Тендерът е еднакъв с този на серия 11.00. Той е четириосен, а колоосите са групирани в две двуосни талиги. След 1960 г. всички локомотиви от серията са приведени на смесено мазутно-въглищно гориво, а 03.01 – на пълно мазутно горене.
При експлоатацията си дават много добри резултати – икономични и с добри динамични и ходови качества. Поради замяната на парната тяга с дизелова и електрическа, след около 30-годишна стабилна работа са изведени в резерв, а през 1976 г. са бракувани заедно. За музейната колекция на БДЖ е запазен локомотив 03.12.
| Експлоат. номер | Фабрика строител | Фабр. №/година | Бележки                  |
| --------------- | ---------------- | -------------- | ------------------------ |
| 03.01           | Henschel Kassel  | 25931/1941     | Бракуван 1976 г.         |
| 03.02           | Henschel Kassel  | 25932/1941     | Бракуван 1976 г.         |
| 03.03           | Henschel Kassel  | 26566/1942     | Бракуван 1976 г.         |
| 03.04           | Henschel Kassel  | 26567/1942     | Бракуван 1976 г.         |
| 03.05           | Henschel Kassel  | 26568/1942     | Бракуван 1976 г.         |
| 03.06           | Henschel Kassel  | 26569/1942     | Бракуван 1976 г.         |
| 03.07           | Henschel Kassel  | 26570/1942     | Бракуван 1976 г.         |
| 03.08           | Henschel Kassel  | 26571/1942     | Бракуван 1976 г.         |
| 03.09           | Henschel Kassel  | 26572/1942     | Бракуван 1976 г.         |
| 03.10           | Henschel Kassel  | 26573/1942     | Бракуван 1976 г.         |
| 03.11           | Henschel Kassel  | 26574/1942     | Бракуван 1976 г.         |
| 03.12           | Henschel Kassel  | 26575/1942     | Бракувани 1976 г. Музеен |